# Erythrus biimpressus
Erythrus biimpressus är en skalbaggsart som beskrevs av Maurice Pic 1943. Erythrus biimpressus ingår i släktet Erythrus och familjen långhorningar. Inga underarter finns listade i Catalogue of Life.